# Takuto Haraguchi
Takuto Haraguchi (原口 拓人 Haraguchi Takuto?), född 3 maj 1992 i Hyōgo prefektur, är en japansk fotbollsspelare.
Haraguchi började sin karriär 2015 i Renofa Yamaguchi FC. 2017 flyttade han till Gainare Tottori.